# John Holmes
John Curtis Holmes (8. august 1944 i Ashville, Ohio – 13. marts 1988 i Los Angeles) var en amerikansk pornostjerne, hvis berømmelse især skyldes længden på hans penis.
Han medvirkede i hundredvis af film, havde sex med tusindvis af kvinder, blev verdenskendt og opnåede legendarisk status. I en række af filmene spiller han den smarte, karatesparkende privatdetektiv Johnny Wadd.
Bag kulisserne blev Holmes involveret i narko og kriminalitet, og det gik ned ad bakke indtil han døde af aids.
I kriminalfilmen Wonderland (2003) spilles John Holmes af Val Kilmer. Filmen bygger på en virkelig kriminalsag, men Holmes blev aldrig dømt, og hans rolle i sagen er usikker.

## Eksterne kilder
- John Holmes på Internet Movie Database (engelsk)
- John Holmes på The Movie Database (engelsk)
- John Holmes på Adult Film Database (engelsk)
- John Holmes på Internet Adult Film Database (engelsk)